# Fotoelektrični učinak
Fotoelektrični učinak, fotoelektrični efekt ili fotoefekt fizikalna je pojava kod koje djelovanjem elektromagnetskog zračenja dovoljno kratke valne duljine, najčešće svjetlosti u ultraljubičastom području spektra, dolazi do izbijanja elektrona iz obasjanog materijala, obično kovine. Zračenje s valnom duljinom većom od granične ne izbija elektrone jer elektroni ne mogu dobiti dovoljno energije za raskidanje veze s atomom. Izbačeni elektroni nazivaju se fotoelektronima.
Pojavu je 1887. prvi primijetio Heinrich Herz, opazivši da do iskre među elektrodama pod naponom lakše dolazi ako su osvijetljene ultraljubičastim svjetlom. Pokusi koji su uslijedili otkrili su da energija izbijenih čestica ovisi o frekvenciji i valnoj duljini zračenja, ali ne i o njegovu intenzitetu, o kojem pak ovisi jakost struje odnosno broj emitiranih čestica. Klasična teorija elektromagnetizma predviđala je kontinuiran prijenos energije elektromagnetskih valova elektronima koji bi se, kad bi nakupili dovoljno energije, oslobodili veze s atomima u materijalu. Svjetlost velike valne duljine i male frekvencije prema staroj bi teoriji nakon dovoljno vremena ipak dovela do emisije elektrona, a to se nije opažalo.
Albert Einstein 1905. godine predlaže teoriju prema kojoj svjetlost nije neprekinuti val koji se širi prostorom nego roj paketića ili kvanata energije koji su poslije nazvani fotonima. Einsteinovo objašnjenje fotoelektričnog učinka dovelo je do važnih otkrića kvantne prirode svjetlosti i elektrona te do stvaranja ideje dualizma – opisa materije svojstvima i klasične čestice i klasičnog vala. Osim toga, utrt je put otkrićima fotovodljivosti, fotootpornosti te fotonaponskog i fotoelektrokemijskog učinka.
Za fotoefekt potrebni su fotoni energije od barem nekoliko elektronvolta. Učinak slabi na energijama iznad nekoliko desetaka tisuća elektronvolta, u rendgenskom dijelu spektra prema gama-zrakama, kada počinju dominirati drugi procesi: Comptonov učinak i stvaranje parova elektrona i pozitrona. Ovisnost apsorpcije rendgenskih zraka u fotoefektu koristi se u radiološkoj dijagnostici jer su tkiva sastavljena uglavnom od elemenata malog atomskog broja za zrake dovoljno visoke energije gotovo prozirna, dok se kao sjene prikazuju tkiva koja sadrže kalcij ili medicinska kontrastna sredstva sastavljena od težih elemenata.

## Objašnjenje
Fotoni svjetla imaju točno određenu količinu energije, određenu frekvencijom svjetlosti. Ako neki elektron u materijalu upije energiju fotona pa njegova energija bude veća od izlaznog rada materijala (energija vezanja elektrona za atom ili molekulu), onda elektron bude izbačen iz materijala. Ako je energija ulaznog fotona svjetlosti mala, tada elektron neće imati dovoljno energije da napusti materijal. Ako povećavamo jakost (intenzitet) energije ulazne svjetlosti, povećat će se i broj izbačenih elektrona, ali se neće povećati energija pojedinog elektrona. To znači, da energija izbačenih elektrona ne ovisi o jakosti svjetlosti, već samo o frekvenciji ulaznih fotona. Kada elektron upije energiju fotona, jedan dio energije se troši na oslobađanje elektrona iz materijala, a drugi dio energije daje kinetičku energiju elektronu.

### Rezultati pokusa
- Maksimalna kinetička energija izbačenih elektrona ne ovisi o intenzitetu ulazne svjetlosti. Povećanjem intenziteta ulazne svjetlosti povećava se jačina struje, tj. broj izbačenih elektrona.
- Za svaki metal postoji određena frekvencija ulazne svjetlosti ispod koje elektroni ne mogu biti izbačeni; ta se frekvencija naziva granična frekvencija
- Povećanjem frekvencije ulazne svjetlosti, povećava se maksimalna kinetička energija kojom su elektroni izbačeni.
- Zaostajanje između ulazne svjetlosti i emisije elektrona vrlo je malo, ispod 10−9 sekundi.

### Einsteinova jednadžba
Ovisnost najveće moguće kinetičke energije elektrona Kmax o frekvenciji upadne svjetlosti f daje Einsteinova jednadžba iz 1905. godine:
{\displaystyle K_{\mathrm {max} }=h(f-f_{0})=hf-W}
Ovdje je h - Planckova konstanta, f0 - granična frekvencija ovisna o materijalu, f – frekvencija ulazne svjetlosti,  a hf0 - jednako izlaznom radu materijala W. Budući da kinetička energija elektrona mora biti pozitivna, da bi se fotoefekt pojavio frekvencija ulazne svjetlosti mora biti veća od granične frekvencije f0.
Albert Einstein je za objašnjenje ovog efekta, u svom članku iz 1905. (Einsteinova Annus Mirabilis) prvi pretpostavio da svjetlost nije neprekinuti val nego roj čestica - fotona. Godine 1921. za ovu je dalekosežnu ideju dobio Nobelovu nagradu za fiziku.

### Napon zaustavljanja
Druga opažena osobina učinka vezana je za gibanje električnih naboja koji napuštaju metalnu ploču. To se gibanje može zaustaviti ako se električni naboji koče vanjskim električnim poljem. Pokusi su pokazivali da veličina napona kočenja uopće ne ovisi o jakosti svjetlosti, već samo o njenoj valnoj duljini. To se također nije moglo objasniti teorijom o svjetlosti kao valu: ona je predviđala da će s povećanjem jakosti rasti napon kočenja koji neće ovisiti o valnoj duljini.
Ako je m masa elektrona i vmax je maksimalna brzina izbačenih elektrona, onda za maksimalnu kinetičku energiju elektrona vrijedi
{\displaystyle K_{\mathrm {max} }=\ {\tfrac {1}{2}}\cdot m\cdot v_{\mathrm {max} }^{2}}
Einsteinova jednadžba pokazuje da maksimalna brzina emitiranih elektrona ne ovisi o intenzitetu ulazne svjetlosti. Ako se za mjerenje struje u fotoelektričnom učinku koristi vakuumska cijev s dvije elektrode, od kojih je jedna (emiter, E) obasjana svjetlošću, a druga (kolektora, C) služi za prikupljanje emitiranih elektrona te joj se napon Vc može mijenjati izvana, pri određenom negativnom naponu Vo svi će elektroni biti odbijeni, pa i oni s najvećom kinetičkom energijom, a kroz cijev više neće teći struja. Napon Vo naziva se napon zaustavljanja, te je s maksimalnom kinetičkom energijom elektrona (naboja e) povezan relacijom
{\displaystyle K_{\mathrm {max} }=e\cdot V_{o}}
Iz Einsteinove jednadžbe slijedi da je napon zaustavljanja razmjeran frekvenciji svjetlosti te da ne ovisi o njenoj jakosti,
{\displaystyle e\cdot V_{o}=h\,f-W}.

## Povijest
Kada je površina nekog materijala izložena elektromagnetskom zračenju iznad izvjesne granične frekvencije (vidljiva svjetlost za alkalijske metale, blisko UV zračenje za ostale metale i ekstremno UV zračenje za nemetale), taj materijal upija zračenje i izbacuje elektrone. Tu pojavu otkrio je Herz 1887., a poslije je ispitivao i Lenard 1900.
Ultraljubičasto zračenje može se dobiti elektrolučnom svjetiljkom, ili paljenjem magnezija, ili iskrenjem između elektroda cinka ili kadmija. Sunce nije baš bogato UV zrakama, jer ih upija ionosfera i ne stvara pojavu fotoefekta kao elektrolučna svjetiljka.

### 19.stoljeće
1839. Alexandre Becquerel je otkrio fotonaponski učinak dok je proučavao utjecaj svjetla na elektrode u elektrolitu. Iako to nije fotoelektrični učinak, ipak postoji jaka sveza između svjetla i električnih svojstva materijala. 1873. Willoughby Smith je otkrio fotoinduktivitet selenija, dok je ispitivao telegrafske kabele za podmornice.
1887. Heinrich Hertz je primijetio fotoelektrični učinak dok je slao i primao elektromagnetske valove. Njegov prijamnik imao je zavojnicu s razmakom za iskrenje. Kada je prijamnik spremio u kutiju, primijetio je da se iskrenje smanjilo, dok bi se na svjetlu pojačalo.
Od 1888. do 1891., Aleksandar Stoletov je usavršio opremu za izvođenje fotoelektričnog učinka i detaljno ga proučavao. Rezultate je iskoristio za stvaranje solarnih članaka.
Godine 1899. J.J. Thomson je proučavao utjecaj ultraljubičastog svjetla na katodne cijevi.

### 20.stoljeće
1900. Philipp Lenard je otkrio da može ionizirati plinove s ultraljubičastom svjetlosti. 1902. Lenard je otkrio da se ionizacija plinova povećava ako ga ozrači ultraljubičastim svjetlom veće frekvencije, što nije bilo u skladu s Maxwellovom valnom teorijom svjetlosti, koja je predviđala da će se energija povećavati s intenzitetom zračenja.
1905. Albert Einstein uspio je objasniti fotoefekt uvodeći točno određene količine energije ili kvant svjetlosti, koji se poslije nazvao foton. Na osnovu Planckovog zakona, zaključio je da bi iznos kvanta svjetlosti morao biti proporcionalan s frekvencijom svjetlosti i pomnožen s konstantom, koja se pokusima dobila kao Planckova konstanta. Do fotoefekta je dolazilo samo ako se prešla određena granična frekvencija. Za te rezultate Einstein je dobio Nobelovu nagradu za fiziku 1921.

## Fotoelektrični učinak i kvant svjetlosti
Stavimo na štap elektroskopa ploču od cinka koja je prevučena amalgamom i nabijmo je negativno. Kad ploču osvijetlimo pomoću električnog luka, smanjit će se otklon listića elektroskopa. Stavimo li na put zraka svjetlosti zastor tako da ploča bude zaklonjena, otklon listića ostat će isti. Djelovanje svjetlosti neće imati nikakav utjecaj na otklon listića ako je ploča pozitivno nabijena. Uzmemo li kao zastor obično staklo koje ne propušta ultraljubičaste zrake, otklon listića neće opadati. Naprotiv, upotrijebimo li staklo koje propušta ultraljubičaste zrake, otklon listića će opadati, što znači da na električni naboj cinkove ploče djeluju samo ultraljubičaste zrake. Djelovanje svjetlosti na električno stanje tijela zove se fotoelektrični učinak ili efekt.
Kod većine kovina, kao i kod cinka, djeluju fotoelektrički samo ultraljubičaste zrake. Alkalne kovine, kao cezij, natrij, kalij i litij, fotoelektrički su osjetljive i na vidljivu svjetlost. Kod fotoelektričnog učinka djelovanjem svjetlosti izbijaju se iz negativno nabijene ploče elektroni koji ioniziraju zrak, pa se ploča izbija. Ovdje se, dakle, energija zračenja (radijacije) pretvara u električnu energiju.
Fotelektrični učinak protumačio je A. Einstein 1905. svojom teorijom o kvantima svjetlosti. Na osnovi Planckove teorije o kvantima energije, Einstein je pretpostavio da je i svjetlost kvantizirana pojava, to jest da iz izvora svjetlosti izlaze kvanti svjetlosti, koji se često zovu fotoni. Ispitivanja su pokazala da jedan kvant svjetlosti ili foton ima energiju:
{\displaystyle E_{k}=h\cdot \nu }
gdje je: h - Planckova konstanta, υ - frekvencija svjetlosti. Prema tome svjetlost veće frekvencije ima veći kvant energije i može lakše izbiti elektron iz metala i dati mu kinetičku energiju (m∙v2)/2. Kod fotoelektričnog učinka energija fotona djelomično se utroši na izbijanje elektrona iz kovine, a djelomično prijeđe u kinetičku energiju elektrona mase m, koji izleti iz metala brzinom v, pa je:
{\displaystyle h\cdot \nu =W+{\frac {m\cdot v^{2}}{2}}}
gdje je: h∙υ - energija fotona, W - rad potreban za izbijanje elektrona, (m∙v2)/2 - kinetička energija elektrona. Izbijanje elektrona iz kovina nastaje tek onda kada svjetlost ima dovoljnu frekvenciju da se s energijom h∙υ može izvršiti rad W, potreban za izbijanje elektrona. Taj je rad različit za razne kovine, a naročito je malen kod alkalijskih kovina, gdje su sile koje vežu elektrone vrlo malene. Ispod neke minimalne frekvencije ne može se razviti fotoelektrični učinak, pa makar kako jaka bila svjetlost.
Razlika je između Planckova kvanta energije i Einsteinovog fotona u ovome. Po Planckovom shvaćanju kvant se energije nakon emisije razilazi po prostoru u obliku kuglastog vala. Po Einsteinovoj zamisli emitirani kvant energije ostaje na okupu, lokaliziran poput zrnca ili čestice i kao takav (čestica ili korpuskula) juri brzinom svjetlosti kroz prostor. Taj lokalizirani i korpuskularni kvant energije jest Einsteinov foton, kvant svjetlosti, to jest čestica svjetlosti ili zračene energije.

## Primjena

### Fotomultiplikator
Fotomultiplikator je vrlo osjetljiv detektor u području vidljivog, ultraljubičastog i bliskog infracrvenog zračenja. Električni signal koji nastaje na fotosjetljivom sloju pojačava se do 100 milijuna puta, što omogućuje registriranje pojedinačnih fotona. Zahvaljujući svojim svojstvima još uvijek se primjenjuje u fizici, astronomiji, medicini i filmskoj tehnici (telekino), iako je u nekim primjenama zamijenjen  poluvodičkim elementima kao što je lavinska fotodioda.

### Fotoćelija
Fotoćelija je elektronska cijev u kojoj svjetlost (i blisko elektromagnetsko zračenje) vanjskim fotoelektričnim učinkom izbija elektrone iz katode prevučene fotoosjetljivim slojem (sloj sastava Na2KSb ili poluvodički sloj galijeva arsenida). Katoda i anoda smještene su u staklenome balonu, evakuiranu (vakuum) ili ispunjenu plemenitim plinom, i spojene u strujni krug, pa se elektroni gibaju od katode prema anodi. Fotoćelija se primjenjuje kao fotodetektor, a potkraj 20. stoljeća zamijenili su je poluvodički elektronički elementi (fotodioda, fotootpornik, fototranzistor), pa se često i oni nazivaju fotoćelijama.

### Elektroskop sa zlatnim listom
Elektroskop sa zlatnim listom se upotrebljava za otkrivanje statičkog elektriciteta. Ako se glava elektroskopa naelektrizira, onda se zlatni list odmakne od metalne šipke, jer imaju jednak električni naboj. Elektroskop se može iskoristiti za ispitivanje fotoefekta. Ako glavu elektroskopa osvijetlimo ultraljubičastim svjetlom, doći će do izbijanja elektrona i zlatni listić će se približiti metalnoj šipki. Ovaj pokus je bitan za određivanje granične frekvencije ulaznog svjetla kod fotoefekta.

### Fotoelektronska spektroskopija
Fotoelektronska spektroskopija nije klasična spektroskopija jer ne promatra elektromagnetsko zračenje koje je molekula apsorbirala ili emitirala, nego promatra elektrone koje je molekula ispustila zbog djelovanja elektromagnetskog zračenja. Kako elekromagnetsko zračenje mora imati dovoljnu energiju za ionizaciju molekule, primjenjuje se vakuumsko ultraljubičasto zračenje. Zračenje mora biti monokromatsko. Rjeđe se primjenjuje rendgensko zračenje. Vakuumsko ultraljubičasto zračenje ima dovoljnu energiju za ionizaciju valentnih elektrona, pa se primjenom tog zračenja, mogu vidjeti samo ionizacije valentnih elektrona i odrediti energije njihovih orbitala. Primjenom rendgenskog zračenja, mogu se ionizirati i sržni elektroni. Primjenom rendgenskog zračenja ne može se postići razlučivanje, kao uporabom vakuumskog ultraljubičastog zračenja. Kako elektroni utječu jedni na druge, energije sržnih elektrona u manjoj mjeri ovise i o vanjskim elektronima, a tako i o elektronskom okruženju atoma. Na taj je način moguće analizirati strukture molekula. Fotoelektronska spektroskopija koja upotrebljava rendgensko zračenje, naziva se i ESCA (engl. Electron Spectroscopy for Chemical Analysis). Fotoelektronska spektroskopija se zasniva na fotoelektričnom efektu. Energija elektrona, izbačenog iz molekule je jednaka energiji elektromagnetskog zračenja, umanjenoj za energiju vezanja elektrona koji je izbačen, te energija vibracije i rotacije molekule. U fotoelektronskom spektru vide se energije elektrona, a ako spektar ima dovoljno veliko razlučivanje, moguće je vidjeti i vibracijsku strukturu.

### Uređaji za noćno gledanje
Fotoni koji udaraju u tanki film alkalijskih metala ili poluvodičkog materijala, kao što je galijev arsenid u cijevi za pojačavanje slike, mogu izbaciti elektrone zbog fotoefekta. Zatim se elektroni ubrzavaju električnim poljem, do ekrana s fosfornim slojem, pretvarajući elektrone natrag u fotone, koji stvaraju pojačanu sliku u uređajima za noćno gledanje.

### Svemirske letjelice
Fotoefekt prouzroči da se plohe kod svemirske letjelice, koje su izložene Sunčevom zračenju, pozitivno nabiju. To može biti i do desetak volti. Problem je što je druga strana letjelice obično negativno nabijena (nekoliko tisuća volti) zbog prisutne plazme, pa dolazi do pojave električne struje, koja može oštetiti neke električne dijelove.

### Mjesečeva prašina
Sunčeve zrake udaraju prašinu na Mjesecu, koja postaje električni nabijena, zbog fotoefekta. Zbog toga čestice prašine se međusobno odbijaju, podižu iznad površine elektrostatskim lebdenjem. Ta pojava izgleda kao atmosferska prašina ili blijeda izmaglica. Najmanje čestice mogu biti izbačene i do kilometar u visinu. Prvi put je snimljena 1960. sa svemirskih sondi iz programa "Surveyor".

## Vanjske poveznice

### Sestrinski projekti
|  | Zajednički poslužitelj ima još gradiva o temi fotoelektrični učinak |

### Mrežna mjesta
- LZMK / Hrvatska enciklopedija: fotoelektrični efekt